# Christopher Berent Claudi
Christopher Berent Claudi (7. juli 1799 på Nygaard i Brøndbyøster — 6. maj 1880 i København) var stifter og bestyrer af Det Jyske Redningsvæsen. 
Claudi voksede op i et hjem på Jyllands Vestkyst og blev tidlig vidne til strandinger, således 1811, da de to store engelske krigsskibe "St. George" og "Defence" forliste. Ved strandingen af "Vertumnus" natten mellem den 12. og 13. april 1847, blev han klar over ufuldkommenheden af tidens redningsmetoder og satte sig i forbindelse med det engelske redningsvæsen for at lære af det, ligesom han fik gennemført, at enhver strandfoged kom i besiddelse af en line. 1845 rejste han på egen bekostning til England og studerede redningsmetoder, og efter sin hjemkomst kom han med forslag om organisation af et dansk redningsvæsen.